# Carlos Zubillaga
Carlos Alberto Zubillaga Barrera (Montevideo, 1941) es un historiador, genealogista y docente universitario uruguayo. 
Investigador Activo Nivel III en la categoría Humanidades del Sistema Nacional de Investigadores (SNI) de la Agencia Nacional de Investigación e Innovación (ANII) de Uruguay. Cursó estudios de Derecho en la Facultad de Derecho y Ciencias Sociales de la Universidad de la República, interrumpiéndolos luego para dedicarse a lo que sería su principal vocación: la investigación histórica y docencia universitaria.

## Ámbito académico
En 1973 se gradúa como Licenciado en Ciencias Históricas en la Facultad de Humanidades y Ciencias de la Universidad de la República y en el año 2001 obtiene su Doctorado en Historia en la Facultad de Filosofía y Letras de la Universidad de Buenos Aires.
Tiene una amplia y extensa actuación universitaria, en la docencia, investigación y extensión, así como en las actividades de gobierno de la estatal Universidad de la República. Fue miembro del Consejo de la Facultad de Humanidades y Ciencias (desde 1989 denominada Facultad de Humanidades y Ciencias de la Educación) en representación del Orden Estudiantil, del Orden de Egresados y del Orden Docente, respectivamente. Además fue Decano de dicha Facultad por dos mandatos: 1989-1993, 1993-1997, e integrante del Consejo Directivo Central (CDC) de la Universidad de la República entre los años 1988-1997.
El cultivo profesional de la Historia lo ha concentrado principalmente (salvo en el período de la dictadura cívico-militar uruguaya 1973-1985) en la mencionada Facultad de Humanidades y Ciencias de la Educación. Ha sido Profesor Titular (Grado 5) de Historia de la Historiografía, y de Teoría y Metodología de la Historia, Investigador en régimen de Dedicación Total (DT), Director del Departamento de Historiología, Coordinador del Instituto de Ciencias Históricas, Director del Centro de Estudios Gallegos (Cegal), Profesor de cursos de especialización para graduados, Profesor de cursos y seminarios de postgrados, Tutor de proyectos de investigación, Director de tesis doctorales y de maestría, integrante de tribunales para juzgar tesis de maestría y de doctorado, y evaluador de distintos proyectos institucionales, como por ejemplo: de la Rockefeller Foundation Humanities Fellowschip Program, de la Universidad Autónoma de Madrid, proyectos del programa Ecos (proyectos de cooperación con Francia), etc.
Se ha desempeñado también en otras instituciones uruguayas, públicas y privadas de educación superior. Fue Profesor de Teoría y Metodología de la Historia en el Instituto de Profesores Artigas (IPA) de Montevideo, entre los años 1971-1977, Director del Seminario de Formación de Investigadores en Historia en el Centro Latinoamericano de Economía Humana (CLAEH) de Montevideo e investigador senior, desde 1976 a 1990, Profesor de Historia de la Cultura (1979-1985) y de Historia Latinoamericana y Nacional (1983-1985), en el Instituto Teológico del Uruguay "Monseñor Mariano Soler".
En otro orden, fue columnista del montevideano Semanario Aquí (1983-1986), miembro del Comité Directivo del Consejo Latinoamericano de las Ciencias Sociales, Argentina, (1985-1989), miembro de la Comisión del Patrimonio Cultural de la Nación, Uruguay, (2001-2004), miembro del Comité Científico de la Revista Complutense de Historia de América, Madrid, España (1999-2012) y miembro del Consejo de Redacción de dicha Revista.
En el ámbito internacional, ha sido Profesor visitante, Profesor de cursos y seminarios de maestría y doctorado en la Universidad Complutense de Madrid, en la Universidad de Santiago de Compostela, Universidad de Oviedo, Universidad de Valladolid y en la Universidad Nacional de Mar del Plata.

## Producción bibliográfica
Es autor de una vasta obra, abordando a lo largo de su trayectoria diferentes temáticas de indagación histórica y desde una perspectiva multidisciplinar. Representante de la llamada Nueva Historia contribuyó a la renovación historiográfica uruguaya iniciada al promediar los años 1960, y es uno de los principales referentes de la historiografía uruguaya contemporánea y de la reflexión teórico-metodológica de la Historia. Ha prestado también una especial atención a la Genealogía, más precisamente a la nueva Genealogía, moderna, democrática, despejada de prejuicios nobiliarios y de sangre, preocupándose por la difusión de sus nuevos aspectos teórico-metodológicos y de su calidad de ciencia auxiliar de la Historia y de varias otras disciplinas. En ese campo reconoce como su maestro al incansable Dr. Juan Alejandro Apolant, alemán de nacimiento y radicado en Uruguay tras el ascenso del nazismo, quien escribió la monumental obra genealógica Génesis de la Familia Uruguaya.
Entre sus muchas publicaciones bibliográficas se destacan:
- Los niños de la guerra. Montevideo, Linardi y Risso, 2013

- Relixión e Rexiliosidade na temperá emigración galega a Uruguai, La Coruña, Real Academia Gallega, 2012.

- Cultura popular en el Uruguay de entresiglos (1870-1910), Montevideo, Linardi y Risso, 2011. (Premio Bartolomè Hidalgo 2011, categoría mejor ensayo histórico).

- Perfiles en sombra. Aportes a un diccionario biográfico de los orígenes del movimiento sindical en Uruguay. Montevideo, Librería de la Facultad de Humanidades y Ciencias de la Educación, 2008.
- Historia e Historiadores en el Uruguay del siglo XX, Montevideo, Librería de la Facultad de Humanidades y Ciencias de la Educación, 2002.
- Carlos Gardel (Prólogo del escritor argentino Jorge Luis Borges), Madrid, Ediciones Jucar, 1976.
- Artigas y los Derechos Humanos, Montevideo, Edición del Comité Central Israelita del Uruguay, 1966.
- Herrera. La encrucijada nacionalista (en colaboración). Montevideo, Editorial Arca, 1977.
- Cristianos y cambio social en el Uruguay de la modernización (1895-1919), en coautoría con Mario Cayota, Montevideo, Ediciones del CLAEH, 1982 (edición mimeografiada). CLAEH - Ediciones de la Banda Oriental, Montevideo, 1989.
- El radicalismo blanco. Las disidencias del tradicionalismo.
- El reto financiero. Deuda externa y desarrollo en Uruguay (1903-1933).
- El batllismo, una experiencia populista.
- Historia del movimiento sindical uruguayo. Varios tomos.
- La democracia atacada.
- El pensamiento socialista en Uruguay.
- Castelao y el Uruguay.
- Hacer la América. Estudios sobre inmigración española en el Uruguay.
- Pan y Trabajo. Organización sindical, estrategia de lucha y arbitraje estatal en Uruguay  (1870-1905).
- Los desafíos del historiador.
- La utopía cosmopolita. Tres perspectivas históricas de la inmigración masiva en el Uruguay.
- Las voces del combate. Un vocabulario de los orígenes del movimiento sindical uruguayo.
- El otro 900. Poesía social uruguaya.
- Cultura popular en el Uruguay de la inmigración. Dos textos desconocidos de Edmundo Bianchi.
- A prensa galega de inmigración en Uruguay.
- Notas para una teoría de la ciencia genealógica.
- Los cruceiros del Montevideo antiguo.